# Rudolf Steiner
Rudolf Steiner (født 27. februar 1861, Kraljevic, Østrig-Ungarn (nutidigt Kroatien), død 30. marts 1925, Dornach nær Basel i Schweiz) var østrigsk filosof, okkultist, Goetheforsker, pædagog, arkitekt, dramatiker, social tænker og esoteriker. Han er bedst kendt som grundlægger af antroposofien, biodynamikken og Steinerpædagogikken.

## Bidrag
Rudolf Steiner var en østrigsk-født filosof, forfatter, pædagog, kunstner og åndelig lærer. Han grundlagde en filosofi og en pædagogisk tilgang, der er kendt som antroposofi, hvilket betyder "visdom om mennesket". 
Steiner var oprindeligt tilknyttet teosofien, men han skilte sig senere ud for at grundlægge antroposofien i begyndelsen af det 20. århundrede. Antroposofien søger at integrere åndelighed og videnskab og omfatter en bred vifte af områder, herunder pædagogik, kunst, arkitektur, medicin, landbrug og sociale organisationer.
En af Steiners mest kendte bidrag er Waldorf-pædagogik, som er en pædagogisk tilgang, der lægger vægt på helhedsudvikling af individet. Waldorf-skoler over hele verden er baseret på Steiners pædagogiske principper.
Ud over hans pædagogiske bidrag skrev Steiner om esoteriske emner, filosofi, kunst, arkitektur, landbrug og medicin. Han grundlagde også det antroposofiske samfund, som er en international organisation dedikeret til studiet og praktiseringen af antroposofi. Steiner har haft betydelig indflydelse på en række områder, selv om hans ideer og tilgange ikke nødvendigvis er accepterede i det konventionelle.

## Filosofi
Kernen i Rudolf Steiners filosofi, antroposofi, kan opsummeres som en integreret tilgang til åndelighed og videnskab. Steiner betonede idéen om "visdom om mennesket," hvor han søgte at forstå og beskrive menneskets åndelige natur og dets forhold til den fysiske verden. Nogle af de centrale elementer i Steiners filosofi omfatter troen på reinkarnation og karma og hans pædagogiske tilgang, Waldorf-pædagogik, der fokuserer på helhedsudviklingen af individet. Steiners filosofi strækker sig også til kunst, arkitektur og landbrug, hvor han integrerede åndelige principper i hans æstetiske og praktiske tilgange. Alt i alt udgør Steiners antroposofi en kompleks og omfattende filosofisk ramme, der forsøger at forbinde og integrere åndelige og materielle aspekter af tilværelsen.

## Pædagogik
Kernen i Rudolf Steiners pædagogik, kendt som Waldorf-pædagogik, er baseret på en helhedsforståelse af individets udvikling. Denne tilgang søger at fremme en balanceret udvikling, der inkluderer fysiske, følelsesmæssige, intellektuelle og åndelige aspekter. En særlig vægt lægges på fri leg og kreativ udfoldelse i de tidlige år som vigtige elementer for social, kognitiv og følelsesmæssig udvikling.
Waldorf-pædagogik betoner en sen start med formel indlæring, og Steiner mente, at børn først bør have en periode med fri udforskning, før de introduceres for formel akademisk viden. Kunst, musik og håndværk integreres i undervisningen for at fremme kreativitet og give en holistisk forståelse af emner. Læreren anses som en vejleder og inspirator, og relationen mellem lærer og elev stræber efter at være nært forbundet.
Undervisningen er ofte struktureret omkring tematiske enheder, der integrerer forskellige fagområder for at fremme dybere forståelse og sammenhæng i læringen. Waldorf-pædagogik tager også hensyn til naturens rytmer og årstider, og skolerne kan have en biodynamisk tilgang til landbrug og havebrug.
Samlet set stræber Waldorf-pædagogik efter at udvikle karakter, kreativitet og et dybt engagement i samfundet ud over blot at levere akademisk viden. Målet er at skabe meningsfuld, levende og relevant undervisning, der støtter den enkelte elevs fulde udvikling.

## Kunst
Rudolf Steiner havde et dybtfølt syn på kunst, hvor han integrerede det som en essentiel del af sin filosofi og pædagogiske tilgang. For Steiner var kunst mere end blot dekorativt eller æstetisk; det tjente som et kraftfuldt middel til åndelig erkendelse og vækst. Han identificerede tre hovedformer af kunstnerisk udtryk - billedkunst, musik og litteratur (poesi/drama) - og troede, at hver form udtrykte forskellige aspekter af den menneskelige sjæl og ånd.
Steiner understregede, at kunstneriske udtryk skal udvikles organisk ud fra kunstnerens indre nødvendighed og åndelige inspiration. Han betragtede kunst som en kanal for åndelige impulser og mente, at kunstneren skal være åben over for disse impulser under skabelsesprocessen. Farver og former spillede en særlig rolle i billedkunst, og Steiner udviklede en antroposofisk farveteori, der forbinder farver med åndelige realiteter.
I sin pædagogiske tilgang, Waldorf-pædagogik, indarbejdede Steiner kunst som en central del af undervisningen. Han anså kunst for at være en katalysator for kreativitet, fantasi og følelsesmæssig forståelse, og dermed en nøglekomponent i dybere læring og udvikling. Sammenfattende så Rudolf Steiner kunst som et magtfuldt redskab til åndelig erkendelse og forbandt det med en holistisk forståelse af den menneskelige tilstand, hvor kunst fungerede som en vej til at forbinde det jordiske med det åndelige.

## Kritikere af Rudolf Steiner

### Peter Staudenmaier
Staudenmaier er en historiker, der har skrevet om forholdet mellem okkultisme og politik, især i forbindelse med antroposofien og nazismen. I sin bog Between Occultism and Nazism: Anthroposophy and the Politics of Race in the Fascist Era analyserer han forbindelser mellem visse antroposofiske ideer og den nazistiske ideologi. Han udforsker spørgsmålet om, i hvilket omfang visse aspekter af antroposofien kan have påvirket eller været på linje med nazistiske forestillinger om race.

### Nicholas Goodrick-Clarke
Den britiske historiker og forfatter Goodrick-Clarke er kendt for sit arbejde inden for okkultisme og esoteriske bevægelser. Han har skrevet om Rudolf Steiner og antroposofien i bogen Rudolf Steiner. Mens han ikke nødvendigvis er en kritiker i den forstand, at han aktivt angriber Steiner eller antroposofien, er hans arbejde en del af den akademiske litteratur, der forsøger at forstå og placere antroposofien i en bredere kontekst af okkulte og esoteriske bevægelser.

### Julius Evola
Julius Evola (1898-1974) var en italiensk filosof og forfatter, der var kendt for sin kritik af moderne samfund og hans støtte til traditionelle og esoteriske ideer.  Evola kritiserede antroposofien for at have en tendens til at blande spirituelle ideer med materielle og okkulte elementer. Han mente, at antroposofien ikke adskilte sig nok fra moderne okkultisme og det, han opfattede som de dekadente træk ved den moderne verden.  Han så antroposofien som en del af den moderne, individualistiske tankegang, der manglede forbindelse til dybere, traditionelle værdier og hierarkier. Evola kritiserede antroposofien for at have en slags "esoterisk sekularisme," hvilket betyder, at den forblev inden for rammerne af moderne sekularisme, selvom den hævdede at være esoterisk og åndelig.

## Kronologisk biografi
1879 Studier i biologi, kemi og fysik på den Tekniske Højskole i Wien,
1883 Arbejde med på "Deutschen Nationalliteratur" om Johann Wolfgang von Goethe,
1884-1890 Privatlærer
1898-1900 Udgiver af "Magazin für Literatur" i Berlin og lærer på Arbeiterbildungsschule,
1902 Leder af den tyske sektion af ”Teosofisk Selskab”,
1906 Opretter logen Mysteria Mystica Aeterna (efter tilladelse fra grundlæggerne af den okkulte loge O.T.O. – Ordo Templi Orientis).
1909 i værket "Geheimwissenschaft" lagde R.S. grundtankerne til antroposofien,
1913 Bryder med det tyske "Teosofiske Selskab" og grundlægger sit eget "Antroposofisk Selskab", der fik tilslutning fra mange teosofiske grupper i andre lande,
1913 Grundstensnedlægning på "Goetheanum" i Dornach nær Basel , et "Haus der Sprache"(Talens Hus) eller "Haus des Wortes"(Ordenes Hus), senere "Hochschule für Geisteswissenschaft",
1914 Gift med sin medarbejder Marie von Sievers (Marie Steiner),
1919 Udvikling af Waldorf-pædagogik (også kaldet Steinerpædagogik) og grundlæggelse af den første "Freien Waldorfschule" i Stuttgart, eller Rudolf Steiner-skole,
1922 Nytårsnat nedbrændte træbygningen Gotheanum, formodentlig pga. en kortslutning i elinstallationerne.
1923 grundlæggelse af "Allgemeine Anthroposophische Gesellschaft" (på dansk: Antroposofisk Selskab)
1924 grundstensnedlægning på det andet, større Gotheanum i Dornach
Rudolf Steiner boede 1903 til ca. 1914 i Berlin-Schöneberg, Motzstraße 30, hvor der hænger en mindetavle.
I Stuttgart finder man "Rudolf-Steiner-Haus"
Rudolf Steiner har også givet anvisninger/inspiration til biodynamisk jordbrug, Kristensamfundet (på tysk: die Christengemeinschaft), helsepædagogik (arbejde med udviklingshæmmede), Camphill-bevægelsen, eurytmi, den sociale tregrening og antroposofisk medicin.